# Forever Red
Forever Red is een aflevering van de Power Rangers serie Power Rangers: Wild Force, gemaakt ter viering van het tienjarig bestaan van de serie. De aflevering werd voor het eerst uitgezonden op 5 oktober 2002.

## Algemeen
In Forever Red komen op een na alle Rode Rangers uit de afgelopen 10 seizoenen samen voor een missie. Steve Cardenas die in Mighty Morphin Power Rangers de rol van Rocky DeSantos speelde was inmiddels gestopt met acteren. Bovendien was hij de tweede Rode Mighty Morphin Ranger.
Lange tijd dreigde ook Danny Slavin, die de Rode Galaxy Ranger Leo Corbett speelde, niet mee te doen. Hij was ook met acteren gestopt. Hij ging uiteindelijk akkoord, maar de scènes waarin hij meedeed werden apart gefilmd en voor de gevechtsscènes als Rode Galaxy Ranger werd een andere acteur gebruikt.
Ten slotte verschijnt Aurico, de Rode Alien Ranger, alleen in zijn Ranger vorm en wordt zijn stem gedaan door een andere acteur.
De aflevering wordt vaak vergeleken met de Super Sentai-special Gaoranger vs. Super Sentai waarin ook karakters uit allemaal verschillende oude Super Sentai-series voorkwamen.

## Rangers
De 10 Rode Rangers in de aflevering zijn:
- Jason Lee Scott/ Rode Mighty Morphin Ranger
- Aurico/Rode Alien Ranger
- Thomas “Tommy” Oliver/ Rode Zeo Ranger
- Theodore J. Jarvis “TJ” Johnson/ Rode Turbo Ranger
- Andros/Rode Space Ranger
- Leo Corbett/Rode Galaxy Ranger
- Carter Grayson/Rode Lightspeed Ranger
- Wesley “Wes” Collins/ Rode Time Force Ranger
- Eric Myers/ Quantum Ranger
- Cole Evans/ Rode Wild Force Ranger

De reden waarom de Quantum Ranger ook meedeed terwijl hij geen teamleider was maar een zesde Ranger is voor sommige fans niet echt duidelijk. Aangenomen kan worden dat de producers 10 Rangers wilden en de Quantum Ranger werd in Time Force al als een soort tweede Rode Ranger beschouwd.

## Verwijzingen
De aflevering bevat een hoop verwijzingen naar de oudere Power Ranger series:
- Alpha 7: de nieuwste Alpha robot met de stem van Alpha 5 (Mighty Morphin Power Rangers tot Power Rangers: Turbo) en het lichaam van Alpha 6 (Power Rangers: Turbo tot Power Rangers: Lost Galaxy).
- Astro Megaschip mark II: een nieuwe versie van het Astro Megaship, de hoofdbasis van de Power Rangers: in Space en voertuig van de Power Rangers: Lost Galaxy.
- De terugkeer van Bulk & Skull, de twee bekendste niet-Ranger karakters uit Power Rangers.
- De terugkeer van het Machine Keizerrijk, de hoofdvijanden uit Power Rangers: Zeo.
- De terugkeer van Serpentera, de zord van Lord Zedd uit Mighty Morphin Power Rangers.

## Samenvatting
Zes jaar na de vernietiging van het Machine Keizerrijk komen de laatste vijf generaals van dit rijk, Tezzla, Gerrok, Steelon, Automon en Venjix, naar de maan met als doel de Aarde te verwoesten om zo Koning Mondo en Koningin Machina te wreken. Al die zes jaar hebben ze zich verborgen gehouden op verschillende planeten. Ze hebben recentelijk ontdekt dat Serpentera, de persoonlijke Zord van Lord Zedd, begraven ligt op de maan. Een groep Cogs is bezig de machine op te graven.
Andros, de Rode Space Ranger, ontdekt Venjix plan na hem een aantal jaar in de gaten te hebben gehouden. Hij gaat naar de maan om wat videobewijs op te nemen. Hij stuurt de videotape naar Tommy Oliver, de Rode Zeo Ranger, die op dat moment in de pas geopende bar van Bulk & Skull is. Tommy vraagt om alle Rode Rangers te verzamelen van de Aarde, Mirinoi en Aquitar en hem op te zoeken in de NASADA basis.
Cole, de huidige Rode Ranger, wordt benaderd door Rode Lightspeed Ranger Carter die hem meeneemt naar NASADA’s basis waar ze Andros, T.J, Eric en Wes ontmoeten. Tommy arriveert kort daarop en vertelt de anderen waarom hij hen hierheen heeft geroepen. Net als het erop lijkt dat er niemand meer komt verschijnt Jason, de allereerste Rode Ranger. Alle acht gaan aan boord van Andros’ nieuwe schip, het Astro Megaschip mark II bemand door Alpha 7. Op weg naar de maan vertelt Andros dat hij Aurico en Leo ook heeft opgeroepen. Zij zullen zich op de maan bij hen voegen.
Venjix en de anderen maken zich klaar aan boord te gaan van Serpentera, maar worden tegengehouden door de acht rode rangers. Venjix stuurt een groep Cogs om de rangers af te leiden terwijl hij en de anderen er met Serpentera vandoor gaan. Cole ontsnapt uit het gevecht en achtervolgt de generaals. Venjix opent het vuur maar Cole wordt gered door Leo en Aurico die ook arriveren. Alle Rode Rangers verzamelen en veranderen (behalve Aurico omdat hij de hele tijd in Ranger vorm is). De Rangers vernietigen vier van de vijf generaals, maar Venjix weet te ontsnappen met Serpentera. Cole roept zijn Wild Force Rider (een speciale motor) op. Hij gebruikt de rider om Serpentera binnen te vliegen en hem van binnenuit te laten ontploffen. Venjix komt hierbij ook om.

## Discontinuïteit
Hoewel Forever Red voor oudere Power Ranger fans een geweldige aflevering is zitten er toch wat fouten in.
- De gebeurtenissen uit Countdown to Destruction (de laatste twee afleveringen van Power Rangers in Space) worden grotendeels genegeerd. Venjix doet alsof Koning Mondo (de leider van het Machine Keizerrijk) door de Zeo Rangers werd gedood (wat in feite ook gebeurde, maar hij werd later herbouwd).
- Tommy vertelt de anderen dat de Zeo Rangers het Machine Keizerrijk versloegen. In werkelijkheid werd het machine keizerrijk opgeblazen door Rita Repulsa en Lord Zedd, toen herbouwd en daarna voorgoed vernietigd door Zordons energiegolf.
- Hoe het kan dat Bulk en Skull weer samen zijn is een raadsel aangezien Bulk in Power Rangers Lost Galaxy meeging met Terra Venture en nu dus op Mirinoi is, terwijl Skull op Aarde bleef. Veel fans maken zich hier echter niet druk over omdat ze allang blij waren het beroemde duo weer eens te zien
- Hoe Jason en TJ hun Ranger krachten terug krijgen wordt ook niet verklaard. Een fan theorie is dat Jason de allereerste krachtmunt die hij van Zordon kreeg gebruikte (die raakte beschadigd toen de Thunderzords werden vernietigd) en dat TJ’s morpher net als de morpher van Justin tijdens zijn gastoptreden in Power Rangers in Space nog genoeg energie had voor een laatste verandering.

Vanwege de vele vragen rondom de aflevering wordt hij door sommigen ook beschreven als “The Forbidden Episode”.

## Trivia
- De kostuums van de Machine-generaals zijn gerecyclede kostuums van een andere serie geproduceerd door Saban Entertainment: Beetleborgs.